# Ancienne usine sucrière de Dembeni
L'ancienne sucrerie de Dembeni est une ancienne exploitation de canne à sucre, située à Dembeni sur l'île de Mayotte. D’importantes travaux sont prévues en 2025 afin d’entretenir les lieux.

## Histoire
Créé en 1870 à Hajangoua c’est l’une des plus anciennes de Mayotte.  L’abandon des lieux par les propriétaires après le cyclone de 1898 mit fin à son exploitation et la propriété fut mise en vente en 1902, ce qui impacta fortement l’économie locale et les producteurs[source secondaire souhaitée].
L'ancienne usine en totalité, avec ses annexes et aménagements, est inscrite au titre des monuments historiques par arrêté du 11 mai 2016,.

## Description du domaine
À l'époque, le site possédait 95 hectares cultivés en canne à sucre. L’ancienne usine présentait un ensemble imposant, encore visible, de trois chaudières, un moteur à vapeur, une batterie de Gimart, des hydroextracteurs, trois cheminées et les vestiges d’une installation plus ancienne[source secondaire souhaitée].